# Patrick Möschl
Patrick Möschl (* 6. März 1993 in Saalfelden am Steinernen Meer) ist ein österreichischer Fußballspieler. Der Mittelfeldspieler steht seit 2022 beim VfB Oldenburg unter Vertrag. 

## Karriere
Möschl begann seine Karriere beim SK Lenzing. 2007 wechselte er in die Jugendabteilung der SV Ried. Nach drei Jahren wurde er in den Kader der zweiten Mannschaft, welche in der Oberösterreich-Liga spielt, einberufen. Dort kam er bis zum Ende der Herbstsaison auf 38 Einsätze und acht Tore.
Im Sommer 2012 wurde er weiters in den Kader der ersten Mannschaft geholt. Sein Debüt feierte er am 8. Dezember 2012 unter Gerhard Schweitzer, als er in der 83. Minute für Clemens Walch eingewechselt wurde. Das Auswärtsspiel gegen den FC Admira Wacker Mödling wurde 3:0 gewonnen.
Nach dem Abstieg der Rieder in die zweite Liga wechselte Möschl zur Saison 2017/18 nach Deutschland zum Zweitligisten Dynamo Dresden, bei dem er einen bis Juni 2020 gültigen Vertrag erhielt. In zweieinhalb Jahren bei Dresden kam er zu 30 Einsätzen in der 2. Bundesliga, in denen er ein Tore erzielte. Im Jänner 2020 wechselte er zum Drittligisten 1. FC Magdeburg, bei dem er einen bis Juni 2020 laufenden Vertrag erhielt. Nach dem Ende seines Vertrags verließ er Magdeburg nach acht Einsätzen in der 3. Liga.
Nach einem halben Jahr ohne Verein kehrte er im Jänner 2021 zur inzwischen wieder erstklassigen SV Ried zurück. Für die Rieder absolvierte er bis zum Ende der Saison 2020/21 neun Bundesligapartien. Nach einem halben Jahr verließ er die Oberösterreicher nach der Saison 2020/21 allerdings wieder.
Nach erneut einem halben Jahr ohne Klub schloss Möschl sich im Jänner 2022 dem deutschen Regionalligisten VfB Oldenburg an. In den ersten fünf Spielen für den Verein stand er jeweils in der Startaufstellung, verletzte sich dann im April 2022 jedoch und fiel für den Rest der Saison sowie den Beginn der anschließenden Spielzeit 2022/23 aus. Die Mannschaft erreichte zwischenzeitlich den Aufstieg in die Dritte Liga. Nach seiner Rückkehr im Herbst 2022 konnte sich Möschl dort zur Rückrunde wieder als Stammspieler durchsetzen und bestritt insgesamt 24 Drittligaspiele. Am Saisonende stieg er mit der Mannschaft wieder in die Regionalliga ab und war in der darauffolgenden Spielzeit in 29 Ligapartien auf den Spielfeld. In dieser Saison war er auch zum Mannschaftskapitän aufgestiegen. In der Saison 2024/25 absolvierte er bis dato (Stand: 12. Mai 2025) 24 Meisterschaftsspiele – darunter eine Vielzahl als Kapitän – und steuerte vier Treffer bei. 

## Erfolge
- Aufstieg in die 3. Liga: 2022
- Meister der Regionalliga Nord: 2022